# Дълга горска многоножка
Дългите горски многоножки (Narceus americanus) са вид диплоподи от семейство Spirobolidae.
Таксонът е описан за пръв път от Амброаз Мари Франсоа Жозеф Пализо дьо Бовоа през 1805 година.

## Подвидове
- Narceus americanus annularis